# Ліщинська сільська рада (Обухівський район)
| Ліщинська сільська рада — колишній орган місцевого самоврядування у Обухівському районі Київської області з адміністративним центром у с. Ліщинка. Історична дата утворення: в 1922 році. Водоймища на території, підпорядкованій даній раді: річка Расавка. Сільській раді підпорядковані населені пункти: - с. Ліщинка - с. Расавка - с. Тернівка |

## Склад ради
Рада складалася з 14 депутатів та голови.

### Керівний склад ради
| ПІБ                       | Основні відомості                                                 | Дата обрання | Дата звільнення |
| ------------------------- | ----------------------------------------------------------------- | ------------ | --------------- |
| Коваленко Василь Петрович | Сільський голова, 1961 року народження, освіта                    | 26.03.2006   | 31.10.2010      |
| Коваленко Василь Петрович | Сільський голова, 1961 року народження, освіта вища, безпартійний | 31.10.2010   |                 |

Примітка: таблиця складена за даними джерела